# Ordine del Falcone
L'Ordine del Falcone islandese, Hin íslenska fálkaorða, in islandese, è l'ordine nazionale dell'Islanda e venne stabilito con decreto del 3 luglio 1921 di Cristiano X di Danimarca e d'Islanda, il quale era sovrano anche di questo Stato.

## Storia
L'ordine fu di collazione danese dalla sua fondazione sino all'11 luglio 1944, data nella quale l'Islanda ottenne l'indipendenza e si costituì in repubblica. Esso poteva essere concesso sia agli islandesi meritevoli sia agli stranieri che avessero guadagnato meriti internazionali o in Islanda.
Il Presidente della Repubblica Islandese ne è attualmente il Gran Maestro e le nomine avvengono su raccomandazione di un consiglio di cinque membri del governo, anche se il Gran Maestro può concedere autonomamente l'onorificenza, avendo egli anche il compito di siglare le lettere patenti che regolano la concessione dell'Ordine.

## Classi
L'ordine consta di cinque classi:
- Keðja með stórkrossstjörnu (Cavaliere di Gran Croce decorato con Collare), riservato ai soli capi di Stato, anche stranieri
- Stórkrossriddari (Cavaliere di Gran Croce)
- Stórriddari með stjörnu (Gran Cavaliere con Placca)
- Stórriddari (Gran Cavaliere)
- Riddari (Cavaliere)

| Nastri    |                |                           |                         |                                              |
| Cavaliere | Gran Cavaliere | Gran Cavaliere con Placca | Cavaliere di Gran Croce | Cavaliere di Gran Croce decorato con Collare |

## Insegne
- Il collare è di metallo dorato e consiste negli stemmi dell'Islanda alternati e concatenati con un disco smaltato di blu con un falcone bianco.
- La medaglia consiste in una croce con braccia pentagonali, smaltata di bianco, avente in centro un disco smaltato di blu rappresentante un falcone bianco.
- La placca è in argento, raggiata a otto punte. Al centro presenta sempre un disco smaltato di blu con un falcone bianco.
- Il nastro è blu con una striscia bianco-rosso-bianco per lato.

## Personalità insignite
(Elenco non esaustivo)
- Björk Guðmundsdóttir, cantautrice islandese
- Eiður Guðjohnsen, calciatore islandese
- Gunnar Kvaran, violoncellista islandese
- Olafur Eliasson, artista danese di origine islandese
- Giulio Andreotti, politico italiano
- Francesco Cossiga,  politico, giurista ed accademico italiano